# Ганушевський Михайло Михайлович
Миха́йло Миха́йлович Гануше́вський (5 грудня 1880, село Суховоля, нині Городоцького району Львівської області — 9 лютого 1962, Івано-Франківськ) — галицький громадський діяч, кооператор, греко-католицький священник.

## Біографія

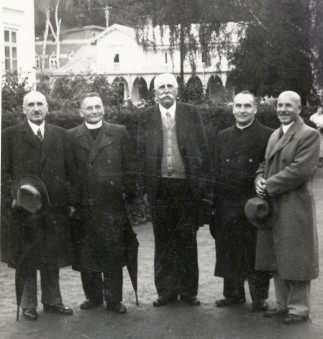
Українські парламентарі польського сейму в Криниці 1929 р., о. Михайло Ганушевський другий зліва

Здобув шкільну освіту в Львівській академічній гімназії, де був активним членом різних гуртків студентської молоді. У канікулярний період проводив культурно-освітню роботу в рідному та сусідніх селах. Після закінчення гімназії студіював теологію, одночасно вивчав філософію і право у Львівському університеті, брав участь у студентській акції за відкриття українського університету 1901 року. Через це зазнав переслідувань з боку місцевої влади, змушений був покинути Львів і продовжити студії у Віденському університеті.
Після закінчення ним студій митрополит Андрей Шептицький 1905 року висвятив його на священика і призначив своїм капеланом. Через рік з дозволу митрополита отримав парафію в Гошеві на Долинщині. Працюючи в релігійній сфері, отець М. Ганушевський одночасно докладає багато зусиль і до розвитку кооперативного і просвітянського руху. У Долині і в навколишніх селах, якими він опікувався, було засновано українські кооперативи, читальні «Просвіти», а при церквах — «Братства тверезості».
1911 року стає парохом с. Микуличина Надвірнянського повіту. До його парафії належали також села Татарів, Ямна і Поляниця-Поповічівська, де побудував велику церкву, з престолом й іконостасом із кедрового дерева.
Від 1913 року — у с. Дорі та Яремчі, де пробув до 1927 року як надвірнянський декан. У листопаді 1918 року організував там «Гуцульську сотню», проводив мобілізацію до лав УГА, часто виїздив до Станіславова (нині Івано-Франківськ), де брав участь у важливих засіданнях. Саме за це польські власті його затримували в 1919 і 1921 роках, однак після доброї оборони українських адвокатів звільняли.
У 1927 року отець М. Ганушевський став парохом сіл Угорники і Микитинці, що в околицях Станиславова, де виконував обов’язки декана, радника і референта єпископської консисторії. У 1928–1930 роках обирався послом Польського сейму (як представник УНДО).
На початку Другої світової війни  перебрався з родиною на Лемківщину. Там разом з іншими просвітянськими діячами провів у Сяноці реорганізацію Лемківського кооперативного союзу, що давав багато користі населенню Лемківщини і забезпечував працею молодь, яка туди емігрувала зі Східної Галичини.
У 1941 році гестапо заарештувало отця Михайла і кинуло його до краківської тюрми за допомогу українському підпіллю. За сприяння українських адвокатів через кілька місяців він був звільнений з ув'язнення і повернувся з родиною до Угорників.
У березні 1950 року його, як греко-католицького священика, разом із дружиною і молодшими дочками було заслано до Хабаровського краю сталінським тоталітарним режимом. Хворий, але незламний духом він повернувся на рідну землю 1956 року.
Помер о. М. Ганушевський  9 лютого 1962 року. Похований на кладовищі в Угорниках.
Разом з дружиною Іриною з Горникевичів (1888—1986) виховав дев’ятеро дітей: Мирона (1906—1990), Теофіля (1908—1941), Марію (1909—2007), Богдана (1912—2001), Степана (1917—1996), Тараса (1919—1998), Ірину (нар. 1921), Марту (нар. 1926), Оксану (нар. 1928).